# المردعي (ذي السفال)

تعديل مصدري - تعديل

المردعي محلة تابعة لقرية الكراب، التابعة لعزلة وادي ضباء بمديرية ذي السفال إحدى مديريات محافظة إب في الجمهورية اليمنية، بلغ تعداد سكانها 25 حسب تعداد اليمن لعام 2004.